# Laʻa Maomao
A la mitologia hawaiiana, Laʻa Maomao és el déu del vent. Es diu que va ser creat enmig del caos pel seu pare, el del sol. És en gran part un ens benevolent i la deïtat del perdó.